# Agger Sogn
Agger Sogn er et sogn i Sydthy Provsti (Aalborg Stift).
Sognet hørte oprindelig til Hassing Herred, men senere til Refs Herred i Thisted Amt. 
Vestervig-Agger sognekommune blev ved kommunalreformen i 1970 indlemmet i Sydthy Kommune, som ved strukturreformen i 2007 indgik i Thisted Kommune.
I Agger Sogn ligger Agger Kirke. I sognet findes følgende autoriserede stednavne:
- Agger (bebyggelse), oprindelig kaldet Øster Agger
- Agger Tange (areal)
- Gåseholm (areal)
- Gåseholm Løb (vandareal)
- Krik Vig (vandareal)
- Langholm (areal)
- Langholm Løb (vandareal)
- Nordredyb (vandareal)
- Svanholm Løb (vandareal)
- Vester Agger (bebyggelse, ejerlav)

## Historie
Agger gamle kirke var opført i gotisk stil og lå på en lerbakke kaldet Agger Bjerg i byen Vester Agger, som ikke længere eksisterer, da kysten er rykket tilbage. Kirken havde en romansk døbefont, som muligvis kunne stamme fra en endnu ældre kirke. Kirken i Vester Agger blev 1838 revet ned og erstattet med den nuværende kirke ca. 1 km længere mod sydøst.
Agger blev anneks til Vestervig sogn i 1700- eller 1800-tallet, idet præsten boede i Vestervig, men Agger var fortsat et selvstændigt sogn.

### Sognegrænsen og åløbet fra Flade sø
Sognegrænsen mellem Agger og Vestervig gik oprindelig i åløbet fra Flade sø til Limfjorden, som slyngede sig tværs gennem Øster Agger by. På Videnskabernes Selskabs kort fra 1790 ser man sognegrænsen. Åløbet var på dette tidspunkt sandet til og eksisterede ikke mere. I stedet blev der i 1600-tallet gravet en kanal fra Flade sø forbi Tåbel til Krik. Ved den nye å opførte man Gårdhus vandmølle. Kastet Å blev i 1900-tallet reguleret og munder nu ud lidt længere mod vest. Navnet Æ Kåst (kastet) betyder en gravet (kastet) grøft eller jordvold.
Åens gamle udmunding i fjorden eksisterer stadig som en vig i vådområdet på Agger tange, i hjørnet mellem det nuværende dige mod Vesterhavet og diget syd om byen. Området ved den gamle fjordhavn syd for byen, som eksisterede 1924-71, hedder Æ Æwwer. Æver er en jysk form af ordet evje, som er blevet brugt i betydningerne: åløb med tilbagegående eller rolig strøm, sidegren af å, dyndet åbred eller sandgrund i å, område med dynd eller tang, lille vig, vig eller forstrand som ligger tør ved lavvande. 
I 1800-tallet blev sognegrænsen flyttet noget østpå, så Agger by samlet lå i Agger sogn. Efter anlæggelsen af vejen til Agger-Thyborøn-færgen i 1971 blev sognegrænsen igen rykket en smule, så den nu følger landevejen (rute 181) øst om Agger by.

### Forsvundne byer
Steder, som i 1700- og 1800-tallet blev opslugt af havet, var:
- Nørre Aalum (Aulum)
- Sønder Aalum
- Nabe (Nabbe)
- Bollum (Boulum)
- Toft (Tofte)
- Røn (Thyboe Røn)

Aalum lå nord for Agger på den smalle landstrimmel mellem Flade Sø og Vesterhavet. Det meste af Vester Agger er også forsvundet. De andre byer lå på Agger Tange.

### Thyborøn
Thyborøn, også kaldet Røn, hørte til Agger sogn, Vestervig-Agger kommune og Thisted amt indtil 1954. Området var oprindelig en halvø med engjord, som bredte sig på fjordsiden af den smalle tange, ligesom Rønland (Harboe Røn) lidt længere mod syd. Ordet røn betyder en lav holm eller stengrund.
Navnene Thyboe Røn og Harboe Røn skyldes at de lå på hver side af grænsen mellem Thy og Hardsyssel, i henholdsvis Agger sogn og Harboør sogn. Grænsen blev markeret af Pælediget lige syd for Røn, svarende til nuværende Digevej og Idrætsvej i Thyborøn.
Selve Thyborøn-landet og Harboør Tange er vandret op til en kilometer mod øst i de sidste 200 år. Den gamle bebyggelse på Thyborøn forsvandt helt i 1800-tallet. Området blev igen inddæmmet da den nuværende havn og by blev anlagt i 1915. Senere er sognegrænsen mellem Thyborøn og Harboør sogn flyttet ca. 200 meter mod syd, langs Thyborøns bygrænse.